# Naval Aircraft Factory SBN

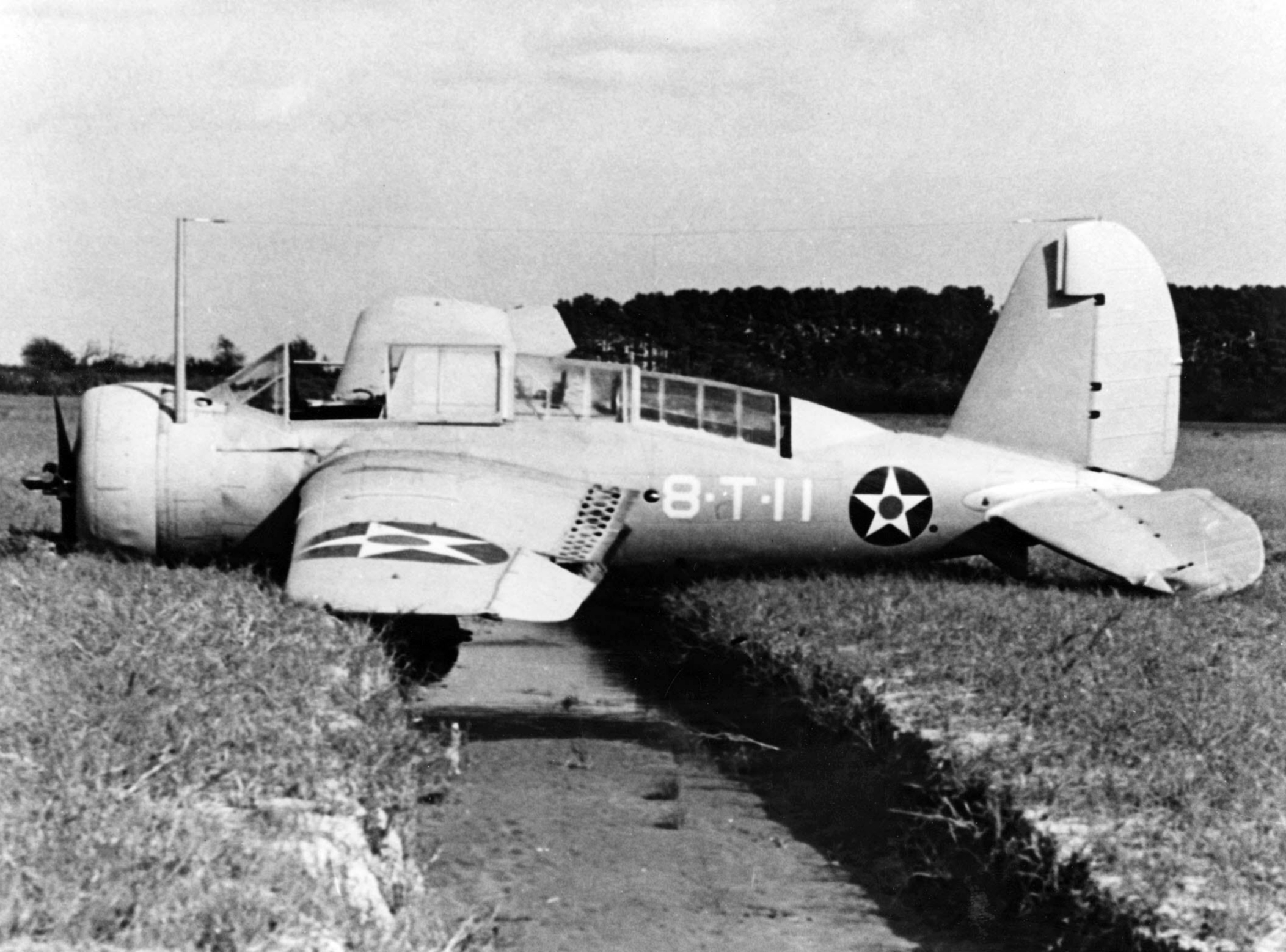
Một chiếc SBN-1 thuộc phi đội VT-8 tại Norfolk năm 1941

Naval Aircraft Factory SBN là một loại máy bay ném bom tuần thám/ném bom ngư lôi của Hoa Kỳ, do hãng Brewster Aeronautical Corporation thiết kế và hãng Naval Aircraft Factory chế tạo theo giấy phép ở Philadelphia, Pennsylvania. Càng đáp của SBN giống với càng đáp của máy bay tiêm kích Brewster F2A Buffalo.

## Biến thể
XSBA-1
Mẫu thử do Brewster chế tạo, 1 chiếc.
SBN-1
Mẫu máy bay do NAF chế tạo theo giấy phép sản xuất, 30 chiếc.

## Quốc gia sử dụng
- Hoa Kỳ

Hải quân Hoa Kỳ

## Tính năng kỹ chiến thuật (SBN-1)
Đặc điểm tổng quát
- Kíp lái: 3
- Chiều dài: 27 ft 8 in (8,43 m)
- Sải cánh: 39 ft 0 in (11,89 m)
- Chiều cao: 8 ft 7 in (2,64 m)
- Diện tích cánh: 259 ft2 (24,1 m2)
- Trọng lượng có tải: 3759 lb (3066 kg)
- Động cơ: 1 × Wright XR-1820-22 Cyclone, 950 hp (709 kW)

Hiệu suất bay
- Vận tốc cực đại: 254 mph (409 km/h)
- Tầm bay: 1015 dặm (1633 km)
- Trần bay: 28.300 ft (8600 m)

Vũ khí trang bị
- 1 × súng máy M1919 Browning ,30 in (7,62 mm)
- 500 lb (230 kg) bom